# Globopilumnus globosus
Globopilumnus globosus är en kräftdjursart som först beskrevs av James Dwight Dana 1852.  Globopilumnus globosus ingår i släktet Globopilumnus och familjen Menippidae. Inga underarter finns listade i Catalogue of Life.